# Touwtrekken op de Wereldspelen
Touwtrekken werd geïntroduceerd op de eerste Wereldspelen in 1981 te Santa Clara. Tot op heden, wordt de sport er nog steeds beoefend.

## Resultaten

### Mannen

#### 640 kg
| Locatie, jaar     | Goud        | Zilver      | Brons     |
| ----------------- | ----------- | ----------- | --------- |
| Santa Clara, 1981 | Engeland    | Zwitserland | Nederland |
| Londen, 1985      | Ierland     | Zwitserland | Engeland  |
| Karlsruhe, 1989   | Zwitserland | Ierland     | Engeland  |
| Den Haag, 1993    | Zwitserland | Ierland     | Spanje    |
| Lahti, 1997       | Spanje      | Zwitserland | Ierland   |
| Duisburg, 2005    | Zwitserland | Zweden      | Duitsland |
| Kaohsiung, 2009   | Zwitserland | Duitsland   | Nederland |

#### 680 kg
| Locatie, jaar   | Goud      | Zilver      | Brons               |
| --------------- | --------- | ----------- | ------------------- |
| Akita, 2001     | Nederland | Zwitserland | Zweden              |
| Duisburg, 2005  | Nederland | Zweden      | Ierland             |
| Kaohsiung, 2009 | Nederland | Zwitserland | Verenigd Koninkrijk |

#### 720 kg (afgeschaft)
| Locatie, jaar     | Goud        | Zilver      | Brons       |
| ----------------- | ----------- | ----------- | ----------- |
| Santa Clara, 1981 | Zwitserland | Nederland   | Engeland    |
| Londen, 1985      | Ierland     | Engeland    | Zwitserland |
| Karlsruhe, 1989   | Engeland    | Zwitserland | Ierland     |
| Den Haag, 1993    | Zwitserland | Ierland     | Duitsland   |
| Lahti, 1997       | Nederland   | Zweden      | Ierland     |

#### Indoor -600 kg (afgeschaft)
| Locatie, jaar | Goud     | Zilver    | Brons |
| ------------- | -------- | --------- | ----- |
| Akita, 2001   | Engeland | Schotland | Japan |

### Vrouwen

#### Indoor -520 kg
| Locatie, jaar   | Goud           | Zilver    | Brons               |
| --------------- | -------------- | --------- | ------------------- |
| Duisburg, 2005  | Chinees Taipei | Japan     | Nederland           |
| Kaohsiung, 2009 | Chinees Taipei | Nederland | Verenigd Koninkrijk |